# Bayerischer Skiverband
Der Bayerische Skiverband e. V. (BSV) ist ein Sportverband mit Sitz in München. Er wurde am 20. Juli 1914 in München gegründet. Der BSV ist mit 266.000 Mitgliedern in ca. 1.200 Vereinen der größte und erfolgreichste Landesverband innerhalb des Deutschen Skiverbandes (DSV) und der viertgrößte Sportfachverband in Bayern. Der BSV ist ein eingetragener, gemeinnütziger Verein mit Sitz der Geschäftsstelle in München. Die Vereine des Verbands gliedern sich in elf Regionalverbände innerhalb Bayerns auf. Außerdem ist der Verband für die Sportarten Skilanglauf, Skicross, Nordische Kombination, Snowboard, Skisprung, Biathlon, Freestyle-Skiing und Ski Alpin in Bayern zuständig.

## Geschichte
Das Skifahren gewann seit den 1890ern in Deutschland, speziell im Alpenvorland bis München, an Popularität. So bildeten Amateurfahrer in den Jahren 1890/91 den Verbund Vereinte Skianfänger, der durch einen schnell wachsenden Erfolg und Mitgliederzuwachs im Ski Club München aufging. Das Skifahren war zu dieser Zeit noch kein Volkssport und wurde von Vereinsmitgliedern ausschließlich in den Schlierseer Bergen (Nahe München) ausgeübt.
Ab 1890 verbreitete sich der Skisport auch im übrigen Bayern, vor allem im Allgäu, dem Bayerwald (1892/1893) und in den nordbayerischen Mittelgebirgen und ihren Einzugsgebieten. Wobei sich zunächst wiederum einzelne und nach und nach auch „vereinigte Skiläufer“ erfolgreich betätigten. Nürnberg zum Beispiel hatte seit 1908 auch schon seine Sportzüge ins Fichtelgebirge, 1910 in den Bayerwald und 1911 in die Rhön gesandt.
Neben den ersten rennsportlichen Unternehmungen wurde die Skitouristik beliebt. Da sich die Schlierseer Berge zum Erlernen der neuen Sportart perfekt eigneten, begann man in den 1890ern in München mit der Skierschließung der Schlierseer Berge und damit dem späteren „Münchner Skiparadies“. Die weitere chronologische Entwicklung:
- 1909/1910 begann der Alpine SC München einen geschichtlich bemerkenswerten Vorstoß zur Einführung von geführten Skikursen in Garmisch-Partenkirchen, Berchtesgaden und anderen Orten, die bis 1913 wiederholt wurden. Aber der erhoffte Erfolg blieb vorerst versagt.
- 1911 wurde der erste Wintersportevent durchgeführt. Der Münchner Skistaffellauf. Später wurde diese Institution vom Deutschen Skiverband (DSV) als Deutsche Meisterschaften genutzt, welche dann später auch von der Fédération Internationale de Ski als Meisterschaft anerkannt wurde. Die Staffel wurde mit der Zeit im Winter zum Münchner Hauptereignis und gewann an Zuschauerinteresse.
- 1912 wurde der Münchner Antrag zur Bildung eines skitouristischen Ausschusses vom Deutschen Skiverband angenommen und mit bayerischen Fachleuten erstmals besetzt.
- 1913 übertrug der Deutsche Skiverband (DSV) „dem zu gründenden Landesverband Bayern“ die Durchführung der zweiten Skimeisterschaften 1914 in Bayern.
- 1914 wurden die zweiten Skimeisterschaften nicht vom noch zu gründenden Bayerischen Skiverband abgehalten, sondern von einer Zweckgemeinschaft bayerischer Vereine.
- Endlich, am 20. Juli 1914, wurde nach der obigen Vorgeschichte in München der rechtmäßige Bayerische Skiverband gegründet, denn um diese Zeit bevölkerte schon eine ganz schöne Anzahl von Skifahrern (umgangssprachlich „Schwartlingrutschern“) die weißen Gefilde rund um Bayern. Zu dieser Gründungsversammlung erschienen die Vertreter von nicht weniger als 32 Skivereinen beziehungsweise Skiabteilungen.
- 1922 kamen die ersten Alters- und 1923 Jugendmeisterschaften hinzu.

Nach Beginn des Ersten Weltkrieges wurde der Bayerische Skiverband (BSV) in seiner Arbeit behindert, da kriegsbedingte Aufgaben im Vordergrund standen. Nach dem Krieg musste man 1918 mit dem Aufbau neu beginnen.

Damit war der Grundstock für die Tätigkeit des Bayerischen Skiverbands (BSV) wieder geschaffen.

### Von der Gründung – Gründungsmitglieder
In der Gründungsversammlung am 20. Juli 1914 des Bayerischen Skiverband waren 32 Skivereine beziehungsweise Skiabteilungen beteiligt:
| - WSV Aschau - WSV Bad Tölz - WSV Berchtesgaden - WSV Bamberg - Verkehrs- und WSV Garmisch-Partenkirchen - Fränkischer Skiclub Nürnberg - WS-Abteilung des 1. FC Nürnberg - WSK Oberammergau - Ski- und Rodelclub Partenkirchen - Skiclub Schliersee - Ski-Abteilung des WSV Tegernsee - Skiclub Pasing - Alpenclub Hochglück München - Klub Alpiner Skiläufer München - Münchner Skiläufer-Vereinigung | - Schneeschuhverein von 1893 München - Ski-Abteilung der Sektionen Bayerland, Bergland, Oberland und München - Münchner Ruderclub 1880 - Ruderverein „Bayern“ München - Münchner SC - Ski-Abteilung des TSV 1860 München - Schneeschuhriege des MTV von 1879 München - Bergsteigerriege des TV Jahn München - Alpine Gesellschaft „Ruchenköpfler“ München - Alpenclub Bergfalken München - Klub Alpenfreunde München - Klub Münchner Schneeschuhläufer - Alpenverein Bergfried München - Alpenclub Hochempor München - Alpenverein München-Giesing |

1. Vorsitzender des Bayerischen Skiverbandes von 1914–1922 wurde Justizrat Anton Krettner. 2. Vorsitzender wurde der Nürnberger Kammerer.
Der Allgäuer Skiverband (ASV) konnte seine Stellung dem neuen Bayerischen Skiverband noch nicht präzisieren, da er hierzu nach den Statuten einer Hauptversammlung bedurfte. Bis dahin ging der Bayerische Skiverband Hand in Hand und vertrat beide Verbände nach den Interessen Bayerns.

### Entwicklungen von 1914–1980
- Ab 1920 hat der Bayerische Skiverband in seiner Mitgliederversammlung festgestellt, dass 41 Vereine und 3.000 Mitglieder angehörten. Der Verband wurde Mitglied des Bayerischen Landessportverbands für Leibesübungen (BLSV) und der Bergwacht.
- 1921 wurden die ersten Meisterschaften in der nordischen Kombination in Garmisch-Partenkirchen durchgeführt.
- 1922 konnte der Bayerische Skiverband einen Anstieg der Mitgliederzahlen auf 6.000 bei 78 Vereinen beziffern.
- 1924 wurden die ersten Olympischen Spiele ohne deutsche Beteiligung in Chamonix gefeiert. Die Internationale Skikommission wurde in die Fédération Internationale de Ski umgewandelt und der Deutsche Skiverband mit aufgenommen.
- 1925 richtete der Bayerische Skiverband in Johannisbad/Riesengebirge das erste FIS-Rennen in nordischen Disziplinen aus.
- 1928 bei den Olympischen Spielen in St. Moritz waren nun auch deutsche Teilnehmer berechtigt teilzunehmen.
- 1929 gewann als erster Deutscher Karl Neuner (Partenkirchen) bei einem Kandahar-Rennen Slalom und Kombination.
- 1936 fanden die Olympischen Spiele in Deutschland statt. Austragungsort für die Winterspiele war Garmisch-Partenkirchen.
- 1948 nach dem Zweiten Weltkrieg konnte der Bayerische Skiverband (BSV) dennoch einen Mitgliederzuwachs erkennen, 27.119 Mitglieder.
- Ab 1964/1965 wurde neben dem bis dahin schon erfolgreichen Leistungssport der Breitensport vom Bayerischen Skiverband gefördert.
- 1966/1967 erreicht der Bayerische Skiverband eine Mitgliederzahl von 23.037.

In dieser Zeit entstanden einige Leistungszentren des Wintersports in Bayern. Das Lehrwesen und die Fortbildungen der Trainer wurden verbessert und erweitert. Des Weiteren wurden erste Kader in ihren Bereichen Ski Alpin, nordische Kombination und Skilanglauf definiert.
- 1977/1978 wurde die magische Mitgliederzahl von 150.000 überschritten.
- 1984/1985 trat mit dem 38. Verbandstag in Kempten in sein siebtes Jahrzehnt seines Bestehens. Dies wurde sportliche so gefeiert, dass Medaillensegen und Weltcupsiege die Fachwelt überraschten. Bei diesem Verbandstag wurden 280.283 Mitglieder in 1.593 Vereinen angegeben, insgesamt waren zu dieser Zeit auch schon 3.379 Übungsleiter mit der F-Lizenz ausgebildet.
- 1986/1987 wurde das 300.000 Mitglied gefeiert. Außerdem wurden bei über 450.000 Zuschauern in Oberstdorf die nordischen Weltmeisterschaften durchgeführt.
- In den Jahren 1988/1989, dem Jubiläumsjahr, konnte der Bayerische Skiverband 318.329 Mitglieder in 1.727 Vereinen sowie 4.709 lizenzierte Trainer angeben.[1]

In Mitte der 1980er Jahre waren die bayerischen Aktiven bei den deutschen Meisterschaften erfolgreich. Seit 1964 stellte der Bayerische Skiverband 145 alpine Meister in insgesamt 151 Wettbewerben. Im Biathlon gewannen die Bayern 54 von 59 Titeln und in den nordischen Wettbewerben stellte der Bayerische Skiverband (BSV) bei 288 Disziplinen 186 Meister. Der Ausspruch der Talentschmiede musste auch in Zukunft bestehen bleiben. 10 Olympiasiege, 18 Weltmeistertitel und 15 Juniorenweltmeistertitel gingen bis 1990 auf das Konto bayerischer Skisportler, dazu kamen 15 Silber- und 12 Bronzemedaillen bei Olympia und 46 Silber- und 57 Bronzemedaillen bei Weltmeisterschaften. Eine bis dahin positive Bilanz.

## Die Organisationsstruktur des Verbands
Aktuell ist Herbert John als Präsident für den Verband verantwortlich. Geschäftsführer ist Wolfgang Weißmüller (Stand: April 2021). Zu den Aufgaben der Geschäftsstelle gehören u. a. die Koordination des Leistungssports, Lizenz- und Lehrgangsmanagement in der Aus- und Fortbildung, Koordination des Kampfrichterwesens, Koordination der Talentfördermittel und der Sportjugend und Koordination der Vereine im Bayerischen Skiverband (BSV).
Das Präsidium umfasst neben Herbert John den 1. Vizepräsidenten Hubert Waltl, Schatzmeister Tobias Gudermann sowie die Vizepräsidentinnen Margit Uhrmann und Romy Groß-Angerer sowie den Vizepräsidenten Fritz Dopfer. die Präsidenten bzw. Ehrenvorsitzende, den Ehrenpräsidenten und ein erweitertes Präsidium. Zu den weiteren Organen des Verbands gehören das erweiterte Präsidium sowie der Verbandsrat und der Verbandsausschuss. Höchstes Gremium ist der alle drei Jahre stattfindende Verbandstag.

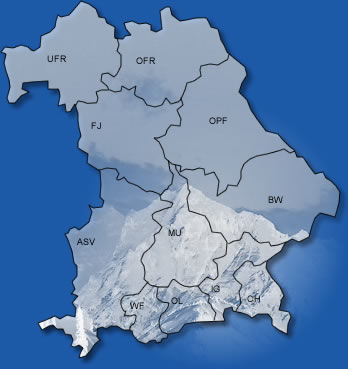
Die Regionalverbände des Bayerischen Skiverbands e. V.

Die Regionalverbände gliedern sich wie folgt:
- Skigau Werdenfels
- Skiverband Oberfranken
- Skiverband Chiemgau
- Skiverband Unterfranken
- Skiverband Allgäu
- Skiverband Oberland
- Skiverband Inngau
- Skiverband Oberpfalz
- Skiverband München
- Skiverband Bayerwald
- Skiverband Frankenjura

### Die Sportförderung durch die Geschäftsstelle
Die Funktionen der Sportförderung durch die Geschäftsstelle liegen in den Bereichen
- Leistungssport: Ausstellung Racecard, Nachwuchsförderung, Statistik der bayerischen Kaderathleten, Statistik der bayerischen Nationalkaderathleten, Partnerschulen des Wintersports-Programm
- Breitensport: Kinder-Aktionstage, Schneekristall-Aktionen etc.
- Lehrwesen: DSV-Skischule, Aus- und Fortbildungslehrgänge, Lizenzen

Zur Sportförderung gehören auch die Bildung und Pflege von Partnerschaften, sowohl im Sponsorenbereich als auch für die projektbezogene Förderung.

### BSV Einkleidung
Die BSV-Einkleidung ist das größte eigenständige Event des Bayerischen Skiverband. Hier werden alle Kaderathleten, Funktionäre und Ehrenmitglieder des BSV mit der aktuellen Kollektion des BSV ausgestattet.

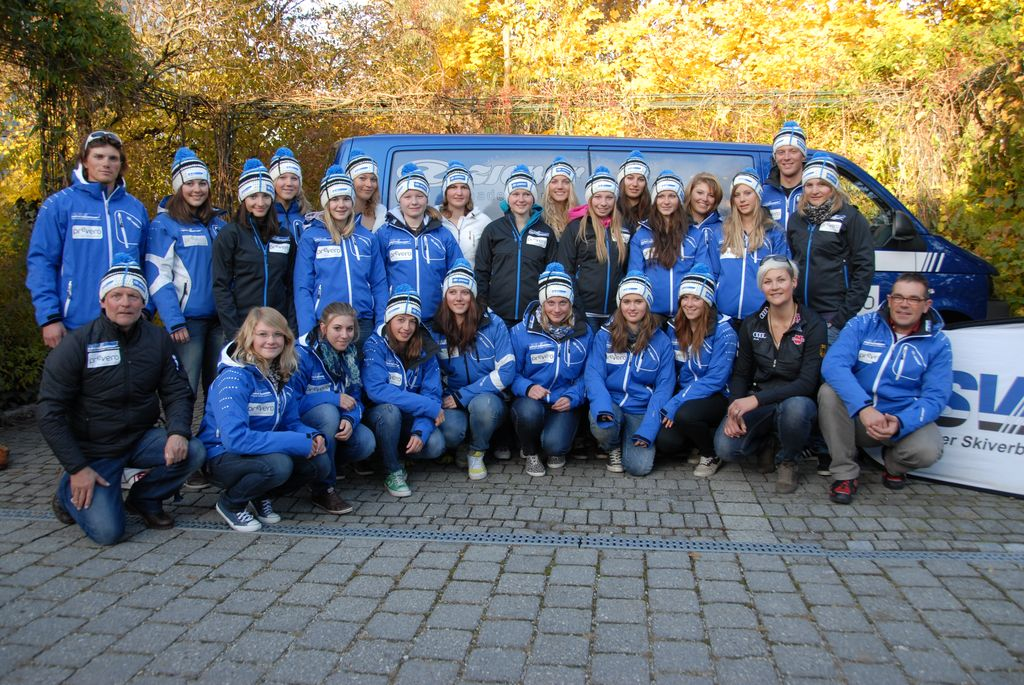
Der Alpinkader Damen bei der BSV-Einkleidung mit DSV-Athletin Fanny Chmelar

Des Weiteren nutzen viele Partner durch Aktionszelte und Roadshows diese Plattform zur direkten Kommunikation zu ihren Konsumenten. Der Höhepunkt ist neben der Ausgabe ein Presseclub mit ausgewählten Stars der Wintersportszene.

## Wettbewerbe
Der Bayerische Skiverband hat neben vielen nationalen Wettbewerben auch indirekt internationale Wettbewerbe, in denen er sich darstellt, präsentiert und partizipiert. Die nationalen Wettbewerbe, die der BSV beiwohnt, sind die Bayerischen Meisterschaften, der Deutschlandpokal und der DeutscheSchülerCup. Da der Bayerische Skiverband nicht an internationalen Wettbewerben teilnimmt, beschränkt sich seine Arbeit hier auf die Betreuung und Förderung der Spitzenathleten aus Bayern mit ihren Erfolgen.

### Internationale Wettbewerbe
Der BSV ist mit Abstand der erfolgreichste Verband im Wintersport in Deutschland und hat daher auch die meisten Nationalkaderathleten.
Der Verband ist ein offizieller Förderer der Olympischen Winterspiele 2018 in München.

### Erfolge bayerischer Spitzenathleten
Das Jahr 2010 war für die bayerischen Spitzenathleten ein großartiges Jahr. Alleine bei den Olympischen Winterspielen 2010 in Vancouver wurden 11 Medaillen errungen. Davon waren 6 Medaillen Goldmedaillen. Einige Spitzenathleten unter vielen sind:
- Maria Riesch
- Viktoria Rebensburg
- Tobias Angerer
- Michael Neumayer
- Michael Uhrmann
- Evi Sachenbacher-Stehle
- Miriam Gössner
- Katrin Zeller
- Johannes Rydzek
- Martina Beck
- Magdalena Neuner

Bei den Olympischen Winterspielen 2014 waren die bayerischen Sportler erneut erfolgreich. Es wurden insgesamt 8 Medaillen, davon 2× Gold, errungen. Die Spitzenathleten vom Bayerischen Skiverband waren hierbei unter anderem:
- Marinus Kraus
- Andreas Wellinger
- Maria Riesch
- Viktoria Rebensburg
- Severin Freund
- Johannes Rydzek
- Simon Schempp
- Amelie Kober

### Skiweltmeisterschaften 2011 in Garmisch-Partenkirchen
Der Bayerische Skiverband beteiligte sich an den Alpinen Skiweltmeisterschaften 2011 in Garmisch-Partenkirchen, wo eine verbandseigene Skihütte für Bewirtungszwecke und für besondere Aktionen zur Verfügung stand.

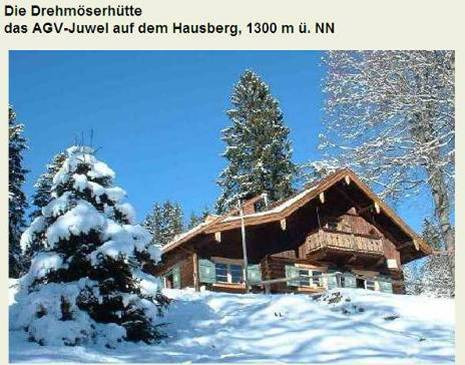
Skihütte des BSV

Bei der Meisterschaft wurden insgesamt zwei Medaillen errungen, beide durch Maria Höfl-Riesch: 3. Platz Abfahrt, 3. Platz Super G.

### Skiweltmeisterschaften 2013 in Schladming
Bei den alpinen Weltmeisterschaften 2013 in Schladming wurden insgesamt 4 Medaillen gewonnen. Maria Höfl-Riesch sicherte sich in der Super-Kombination die Goldmedaille.
Die anderen Medaillen wurden wie folgt gewonnen:
- 2. Platz Felix Neureuther Slalom
- 3. Platz Maria Höfl-Riesch Abfahrt
- 3. Platz Teamwettbewerb (Neureuther, Dopfer, Höfl-Riesch, Dürr)